# I Vow to Thee, My Country

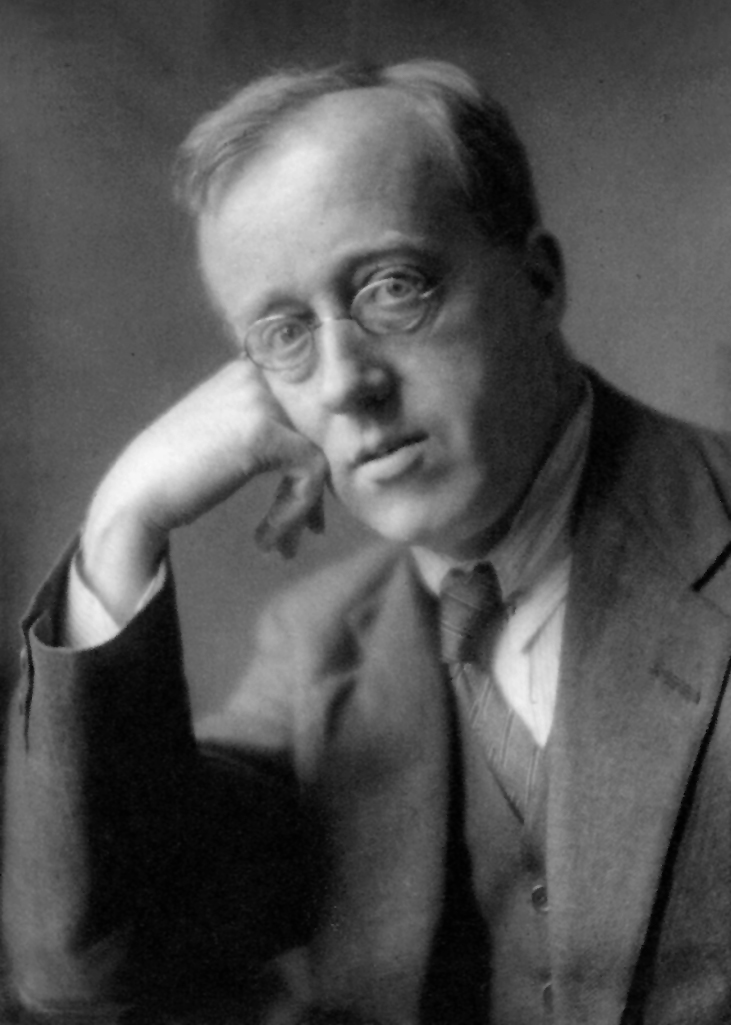
Gustav Holst

I Vow to Thee, My Country is een Brits patriottisch lied dat ontstond in 1921, toen een gedicht van Sir Cecil Spring Rice werd gezet op muziek van Gustav Holst.

## Geschiedenis
Het lied is gebaseerd op het door Cecil Spring Rice geschreven gedicht Urbs Dei (De stad van God), dat hij in 1908 schreef toen hij als diplomaat werkte op de Britse ambassade in Stockholm. Het gedicht beschrijft een christen, die zowel zijn vaderland als het Koninkrijk Gods trouw is. De tekst is gedeeltelijk gebaseerd op het motto van de Spring-familie, waar Spring Rice een afstammeling van was. De eerste strofe had oorspronkelijk een openlijk patriottisch standpunt, dat typisch was voor gedichten van voor de Eerste Wereldoorlog.
In 1912 werd Spring Rice ambassadeur in de Verenigde Staten, waar hij de regering van Woodrow Wilson ertoe probeerde te bewegen zijn neutraliteit op te heffen en het Verenigd Koninkrijk te steunen in de oorlog tegen Duitsland. Nadat de Verenigde Staten betrokken raakten bij de oorlog, werd Spring Rice teruggeroepen naar Engeland. Kort voor zijn vertrek uit de VS in januari 1918, herschreef en hernoemde hij Urbs Dei waarbij hij de eerste strofe liet concentreren op de grote verliezen die de Britse soldaten hadden geleden. Volgens Cecil's kleindochter hoorden de drie strofen niet bij elkaar; het originele gedicht bestond uit strofe twee en drie, de aangepaste versie uit strofe één en drie.
De eerste strofe en de zelden gezongen tweede strofe refereren aan het Verenigd Koninkrijk en naar de offers van de gesneuvelde Britse soldaten in de Eerste Wereldoorlog in het bijzonder. De laatste strofe is een verwijzing naar de hemel. De laatste zin is gebaseerd op Spreuken 3:17, die in de King James bijbel luidt: Her ways are ways of pleasantness, and all her paths are peace. (Haar wegen zijn liefelijke wegen, al haar paden zijn vrede.)

## Melodie
In 1921 gebruikte Gustav Holst de muziek van een sectie van het deel Jupiter uit zijn suite The Planets als melodie voor het gedicht. De muziek werd iets verlengd zodat die precies paste bij de laatste twee regels van de eerste strofe. Op verzoek van uitgever Curwen maakte Holst een unisono versie met orkest (Curwen publiceerde eerder al Hubert Parry's unisono lied met orkest, Jeruzalem). Deze werd waarschijnlijk in 1921 voor het eerst uitgevoerd en het werd al snel een veelgebruikt lied bij begrafenissen in het Interbellum, in het bijzonder toen het in 1926 als hymne werd uitgegeven. Holst harmoniseerde de melodie om het lied geschikt te maken als hymne en het werd in dat jaar met dezelfde tekst, maar met een melodie genaamd Thaxted, opgenomen in de Song of Praise. De redacteur van de nieuwe versie van Songs of Praise was Holsts goede vriend Ralph Vaughan Williams, wat wellicht een stimulans is geweest voor Holsts medewerking bij het maken van de hymne.
Holsts dochter Imogen heeft later gezegd dat "toen hij werd gevraagd deze woorden op muziek te zetten, Holst zo overwerkt en oververmoeid was, dat hij opgelucht was dat hij ontdekte dat ze 'pasten' op de melodie uit Jupiter."

## Tekst en Nederlandse vertaling
I vow to thee, my country, all earthly things above,
Entire and whole and perfect, the service of my love;
The love that asks no question, the love that stands the test,
That lays upon the altar the dearest and the best;
The love that never falters, the love that pays the price,
The love that makes undaunted the final sacrifice.
I heard my country calling, away across the sea,
Across the waste of waters she calls and calls to me.
Her sword is girded at her side, her helmet on her head,
And round her feet are lying the dying and the dead.
I hear the noise of battle, the thunder of her guns,
I haste to thee my mother, a son among thy sons.
And there's another country, I've heard of long ago,
Most dear to them that love her, most great to them that know;
We may not count her armies, we may not see her King;
Her fortress is a faithful heart, her pride is suffering;
And soul by soul and silently her shining bounds increase,
And her ways are ways of gentleness, and all her paths are peace.
Ik beloof aan u, mijn land, boven al het aardse,
Volledig en geheel en perfect, de dienst van mijn liefde;
De liefde die geen vraag stelt, de liefde die de test doorstaat,
Die legt op het altaar, het dierbaarste en het beste;
De liefde die nooit twijfelt, de liefde die haar prijs betaalt,
De liefde die onverschrokken het ultieme offer brengt.
Ik hoorde mijn land roepen, aan de andere kant van de zee,
Over de woestenij van water roept en roept ze mij.
Haar zwaard aangegord aan haar zij, haar helm op haar hoofd,
En rondom haar voeten liggen de stervenden en de doden.
Ik hoor het rumoer van de slag, het gedonder van haar kanonnen,
Ik haast me tot u mijn moeder, een zoon onder uw zonen.
En er is een ander land, waarvan ik hoorde lang geleden,
zo dierbaar voor hen die haar liefhebben, groots voor wie het kennen;
We kunnen haar legers niet tellen, we kunnen haar Koning niet zien;
Haar fort is een trouw hart, haar trots is het lijden;
En ziel aan ziel en zachtjes worden haar grenzen vergroot,
En haar wegen zijn lieflijke wegen, al haar paden zijn vrede.

## Gebruik
- Het lied wordt geassocieerd met Remembrance Day.
- Het lied is op speciaal verzoek van prinses Diana gezongen op de huwelijksceremonie met prins Charles in 1981. Het werd ook gezongen op haar begrafenis in 1997 en de herinneringsdienst in 2007.
- Het lied werd gespeeld op het huwelijk van prins William en gezongen bij de begrafenis van Margaret Thatcher.
- Het lied werd gebruikt bij de openingsceremonie van de Paralympische Zomerspelen 2012.
- De melodie van het lied is hetzelfde als van World in Union, het officiële lied van het wereldkampioenschap rugby.
- Het lied wordt gebruikt als thema van Elizabeth I van Engeland in het computerspel Civilization V. Voor het spel zijn zowel een versie voor vrede als voor oorlog gecomponeerd.
- het lied werd door Jodan Söderqvist en Patrick Andrén onder handen genomen en werd onderdeel van de officiële soundtrack van het computerspel Battlefield V dat werd uitgegeven door Electronic Arts Games en ontwikkeld door Dice.